# Кораблі
Кораблі́ (рос. Корабли) — присілок у складі Афанасьєвського району Кіровської області, Росія. Входить до складу Гордінського сільського поселення.
Населення становить 39 осіб (2010, 45 у 2002).
Національний склад станом на 2002 рік — росіяни 100 %.